# Koen Blommestijn
Koen Blommestijn (Amstelveen, 14 oktober 1999) is een Nederlands voetballer die als aanvaller voor Westchester SC speelt.

## Carrière

### Ajax (amateurs)
Koen Blommestijn speelde in de jeugd van Legmeervogels, SV Argon, ASC Waterwijk en FC Almere voordat hij in juli 2019 bij de amateurafdeling van AFC Ajax belandde. In zijn debuutseizoen bij het eerste amateurelftal kwam hij tot vijf doelpunten in tien wedstrijden.

### FC Volendam
Een jaar na zijn komst bij de Ajax-amateurs vertrok Blommestijn richting het betaalde voetbal. Vanaf juli 2020 sloot hij aan bij FC Volendam. Na bij Jong FC Volendam een goede indruk te hebben gemaakt in de eerste seizoenshelft van het seizoen 2021/22 maakte Blommestijn op 11 februari 2022 zijn debuut voor FC Volendam in de met 2-1 gewonnen wedstrijd tegen Jong AZ. Hij viel in voor Walid Ould-Chikh.

### Verhuur aan Telstar
In het seizoen 2022/2023 kwam Blommestijn op huurbasis uit voor Telstar. Zijn debuut voor de club uit Velsen-Zuid maakte hij op 8 augustus 2022 tegen Jong Ajax. Hij wist in deze wedstrijd na enkele minuten al het net te vinden. Door een slepende blessure werd het verblijf in Velsen-Zuid niet wat de aanvaller er vooraf van verwacht had. Trainer Mike Snoei zette Blommestijn acht keer in de basis en gaf hem vijf invalbeurten.

### Verhuur aan Quick Boys
In de eerste helft van het seizoen 2023/24 kwam Blommestijn niet in actie voor FC Volendam en werkte hij aan het herstel van zijn blessure. In januari 2024 bracht FC Volendam het nieuws naar buiten dat de aanvaller volledig hersteld was en het seizoen op huurbasis zou gaan afmaken bij de Italiaanse Serie D-club Gioiese 1918. Twee dagen later bleek dat de overgang niet doorging. De reden van het afketsen van de huurdeal met Gioiese 1918 was volgens FC Volendam een administratieve fout aan de kant van de Italiaanse club. In plaats daarvan maakte Blommestijn het restant van het seizoen op huurbasis af bij tweededivisionist Quick Boys.
Op 10 februari 2024 in de uitwedstrijd tegen VV Katwijk maakte Blommestijn zijn debuut voor Quick Boys. Hij kwam in de 73e minuut als invaller voor Nick Broekhuizen en hij won de wedstrijd met 0-1. Blommestijn speelde een half jaar bij Quick Boys en scoorde zeven doelpunten in dertien wedstrijden.

### Terugkeer in Volendam
Blommestijn keerde na afloop van zijn huurperiode bij Quick Boys weer terug naar FC Volendam. In het seizoen 2024/25 zat hij de eerste vier wedstrijden nog wel op de bank zonder in actie te komen, maar hierna belande hij op een zijspoor en speelde hij zowel voor het eerste- als het tweede elftal geen duels meer. Op 23 december 2024 werd het contract van de spits ontbonden, zodat hij de mogelijkheid had om uit te kijken naar een nieuwe club.

### Westchester SC
Op 5 januari 2025 kondigde Westchester SC de komst van Blommestijn aan. Naast Blommestijn sloten ook landgenoten Dean Guezen en Daniel Bouman zich aan bij de Amerikaanse ploeg.

### Beloften
| Seizoen     | Club             | Competitie     | Competitie | Competitie | Beker | Beker | Play-offs | Play-offs | Totaal | Totaal |
| Seizoen     | Club             | Competitie     | Wed.       | Dlp.       | Wed.  | Dlp.  | Wed.      | Dlp.      | Wed.   | Dlp.   |
| ----------- | ---------------- | -------------- | ---------- | ---------- | ----- | ----- | --------- | --------- | ------ | ------ |
| 2020/21     | Jong FC Volendam | Tweede divisie | 2          | 0          | 0     | 0     | —         | —         | 2      | 0      |
| 2021/22     | Jong FC Volendam | Tweede divisie | 30         | 20         | 0     | 0     | 2         | 2         | 32     | 22     |
| Club totaal | Club totaal      | Club totaal    | 32         | 20         | 0     | 0     | 2         | 2         | 34     | 22     |

Bijgewerkt op 3 februari 2025.

### Senioren
| Seizoen         | Club            | Competitie      | Competitie | Competitie | Beker | Beker | Internationaal | Internationaal | Totaal | Totaal |
| Seizoen         | Club            | Competitie      | Wed.       | Dlp.       | Wed.  | Dlp.  | Wed.           | Dlp.           | Wed.   | Dlp.   |
| --------------- | --------------- | --------------- | ---------- | ---------- | ----- | ----- | -------------- | -------------- | ------ | ------ |
| 2019/20         | Ajax (amateurs) | Derde divisie   | 10         | 5          | 0     | 0     | 0              | 0              | 10     | 5      |
| 2021/22         | FC Volendam     | Eerste divisie  | 3          | 1          | 0     | 0     | 0              | 0              | 3      | 1      |
| 2022/23         | →Telstar        | Eerste divisie  | 13         | 2          | 0     | 0     | 0              | 0              | 13     | 2      |
| 2023/24         | FC Volendam     | Eredivisie      | 0          | 0          | 0     | 0     | 0              | 0              | 0      | 0      |
| 2023/24         | →Quick Boys     | Tweede Divisie  | 13         | 7          | 0     | 0     | 0              | 0              | 13     | 7      |
| 2024/25         | FC Volendam     | Eredivisie      | 0          | 0          | 0     | 0     | 0              | 0              | 0      | 0      |
| Carrière totaal | Carrière totaal | Carrière totaal | 39         | 15         | 0     | 0     | 0              | 0              | 39     | 15     |

Bijgewerkt op 25 mei 2024.